# Claude Pepper
Claude Pepper (Dudleyville (Alabama), 8 september 1900 - Washington D.C., 30 mei 1989) was een Amerikaans politicus.

## Levensloop
Pepper behaalde zijn bachelorgraad aan de universiteit van Alabama in 1921 en de titel Juris Doctor aan de Harvard Law School in 1924. Daarna onderwees en praktiseerde hij in rechtsgeleerdheid totdat hij in 1929 werd gekozen voor het Huis van Afgevaardigden van de staat Florida.
Van 1937 tot 1951 was hij senator voor de Democratische Partij en steunde hij de New Deal-politiek van president Franklin D. Roosevelt die tot doel had de economie tijdens de Grote Depressie uit het slop te trekken. Tijdens de Tweede Wereldoorlog was hij een tegenstander van Amerikaans isolationisme. Verder steunde hij wetgeving voor sociale zekerheid, minimumlonen en gezondheidszorg voor ouderen en gehandicapte kinderen.
Pepper was een voorstander van economische hulp aan de Sovjet-Unie, wat hem in 1951 kwam te staan op een afrekening door de kiezer en het verlies van zijn senaatszetel. Vanwege zijn linkse standpunten werd hij door zijn tegenstanders ook wel Red Pepper genoemd.
Hij trok zich twaalf jaar terug uit de politiek en hij doceerde in deze tijd rechten. In 1963 keerde hij terug als lid van het Huis van Afgevaardigden, wat hij bleef tot aan zijn dood in 1989.
Pepper was de belangrijkste ontwerper van een wet die in 1986 werd aangenomen en leeftijden voor verplichte pensionering afschafte en de maximumleeftijd in de private sector verhoogde van 65 naar 70 jaar.

## Erkenning
Pepper werd in 1967 onderscheiden met de Lasker Award for Public Service. In 1985 kende het Franklin and Eleanor Roosevelt Institute hem de vredesprijs toe. Vijf dagen voor zijn dood ontving hij de Presidential Medal of Freedom, de hoogste burgerlijke onderscheiding in de Verenigde Staten.
- CiNii: DA07284041
- Gemeinsame Normdatei: 116077964
- International Standard Name Identifier: 0000 0000 8123 9777
- Library of Congress Control Number: n81071811
- National Archives and Records Administration: 10570144
- Nationale Bibliotheek van Tsjechië: kup19970000075569
- Nationale Bibliotheek van Israël: 987007342761105171
- Nationale Bibliotheek van Polen: a0000002448514
- Nederlandse Thesaurus van Auteursnamen: 274017792
- Istituto Centrale per il Catalogo Unico: CUBV141282
- SNAC: w6z60wjh
- Système universitaire de documentation: 123576156
- Biographical Directory of the United States Congress: P000218
- Virtual International Authority File: 45045330
- WorldCat: E39PBJrwVfQMJBMxDCfdYWHBfq